# Roy Thomas Baker

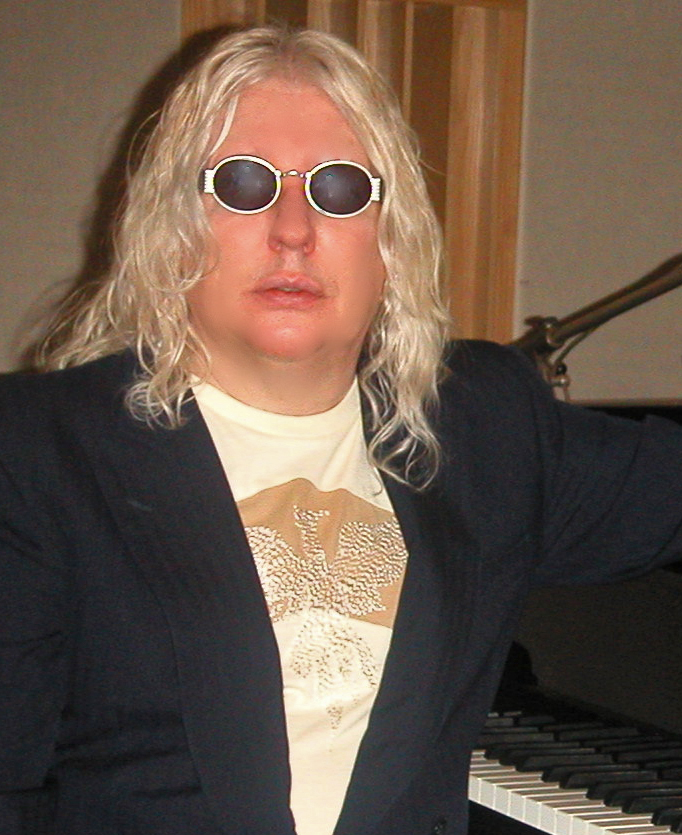
Roy Thomas Baker (2009)

Roy Thomas Baker (* 10. November 1946 in London; † 12. April 2025 in Lake Havasu City, Arizona, Vereinigte Staaten) war ein britischer Musikproduzent. Er war insbesondere bekannt als Co-Produzent der ersten Alben der Rockband Queen.

## Leben
Seine Zusammenarbeit mit Queen begann im Jahr 1972. In den folgenden drei Jahren produzierte er gemeinsam mit der Band deren Alben Queen (1973), Queen II (1974), Sheer Heart Attack (1974) sowie A Night at the Opera (1975). Danach trennten sich ihre Wege und die Mitglieder von Queen produzierten ihre nächsten beiden Alben ohne ihn. 1978 wiederum folgte eine erneute und letzte Kooperation bei der Produktion des Albums Jazz. Baker war Koproduzent einiger der bekanntesten Songs von Queen, wie beispielsweise Killer Queen, You’re My Best Friend, Bohemian Rhapsody, Bicycle Race und Don’t Stop Me Now.
Roy Thomas Baker produzierte jeweils zahlreiche Alben der dänischen Rockgruppe Gasolin’ und der US-amerikanischen Band The Cars. Des Weiteren arbeitete er als Produzent für viele andere Musiker und Bands, dazu zählen Hawkwind, Ian Hunter, Dusty Springfield, Yes, Foreigner, Ozzy Osbourne, The Stranglers, The Darkness und The Smashing Pumpkins.
Am  12. April 2025 starb Roy Thomas Baker im Alter von 78 Jahren in Lake Havasu City, Arizona.

## Diskografie (Auswahl)
Als Produzent und Toningenieur war Roy Thomas Baker unter anderem an folgenden Alben beteiligt:
- 1970: Free – Fire and Water (als Toningenieur)
- 1971: T. Rex – Electric Warrior (als Toningenieur)
- 1973: Queen – Queen
- 1973: Gasolin’ – Gasolin’ 3
- 1973: Lindisfarne – Roll On Ruby
- 1973: Nazareth – Exercises
- 1974: Queen – Queen II
- 1974: Gasolin’ – Stakkels Jim (mit dänischen Texten) bzw. The Last Jim (mit englischen Texten)
- 1974: Queen – Sheer Heart Attack
- 1975: Gasolin’ – Gas 5
- 1975: Queen – A Night at the Opera
- 1975: Jet – Jet
- 1976: Gasolin’ – Live sådan (Live-Album)
- 1976: Gasolin’ – Efter endnu en dag
- 1976: Pilot – Morin Heights
- 1976: Ian Hunter – All-American Alien Boy
- 1978: Dusty Springfield – It Begins Again
- 1978: The Cars – The Cars
- 1978: Queen – Jazz
- 1979: Foreigner – Head Games
- 1979: The Cars – Candy-O
- 1980: The Cars – Panorama
- 1980: Yes – Drama (Produktion der teils in der 2004 erschienenen Neuauflage als Bonus-Tracks enthaltenen Paris Sessions)
- 1980: Alice Cooper – Flush the Fashion
- 1981: The Cars – Shake It Up
- 1982: Devo – Oh, No! It’s Devo
- 1982: Cheap Trick – One on One
- 1982: Mötley Crüe – Too Fast for Love
- 1987: T’Pau – Bridge of Spies (in den USA erschienen unter dem Titel T’Pau)
- 1987: Slade – You Boyz Make Big Noize
- 1988: Ozzy Osbourne – No Rest for the Wicked
- 1990: The Stranglers – 10
- 1989: Shy – Misspent Youth
- 1991: Dangerous Toys – Hellacious Acres
- 1993: Mozart – Mozart
- 1995: Mozart – Eve
- 1996: Mozart – Paris Is Dying…
- 1998: Local H – Pack Up the Cats
- 2004: Split Shift – Tension
- 2005: The Darkness – One Way Ticket to Hell... And Back
- 2007: The Smashing Pumpkins – Zeitgeist
- 2008: The Storm – Where the Storm Meets the Ground
- 2008: The Smashing Pumpkins – American Gothic (EP)
- 2009: Guns N’ Roses – Chinese Democracy